# Eksplozja platformy wiertniczej Deepwater Horizon
Eksplozja platformy wiertniczej Deepwater Horizon – katastrofa ekologiczna zapoczątkowana wyciekiem ropy naftowej na platformie wiertniczej Deepwater Horizon 20 kwietnia 2010 roku w Zatoce Meksykańskiej, który ok. godz. 22.00 wywołał wybuch i pożar. W wyniku tych zdarzeń 11 pracowników uważa się za zaginionych lub zmarłych wskutek eksplozji, 17 zostało rannych, a platforma zatonęła 2 dni później. Była to największa katastrofa ekologiczna w historii USA. Wyciek trwał 87 dni i w tym czasie do wody wydostało się 4,9 mln baryłek ropy.
Deepwater Horizon była dynamicznie pozycjonowaną, półzanurzalną platformą wiertniczą, zbudowaną w 2001 w Korei Południowej, zarejestrowaną w Majuro na Wyspach Marshalla i należącą do przedsiębiorstwa Transocean, która wykonywała odwiert Missisipi Canyon 252 na zlecenie koncernu BP (zgodnie z umową ważną do sierpnia 2013) (blisko 600 tys. m³).
W 2016 roku nakręcono film katastroficzny pod tytułem Żywioł: Deepwater Horizon.

## Wyciek ropy i próby jego powstrzymania

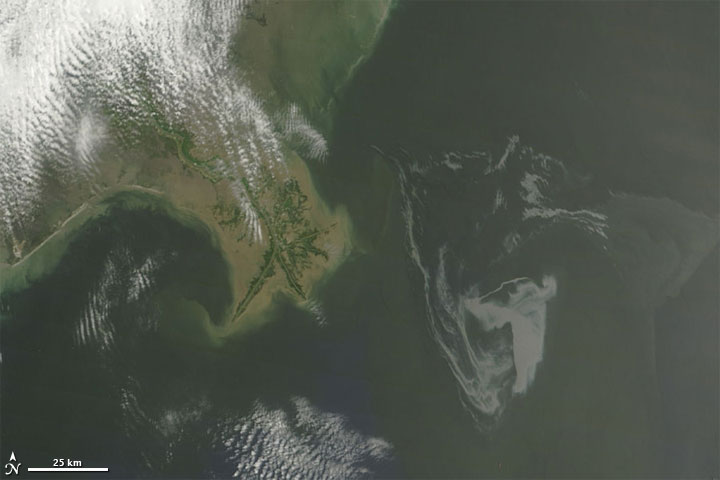
Plama ropy widziana w dniu 1 maja 2010 z satelity Terra należącego do NASA

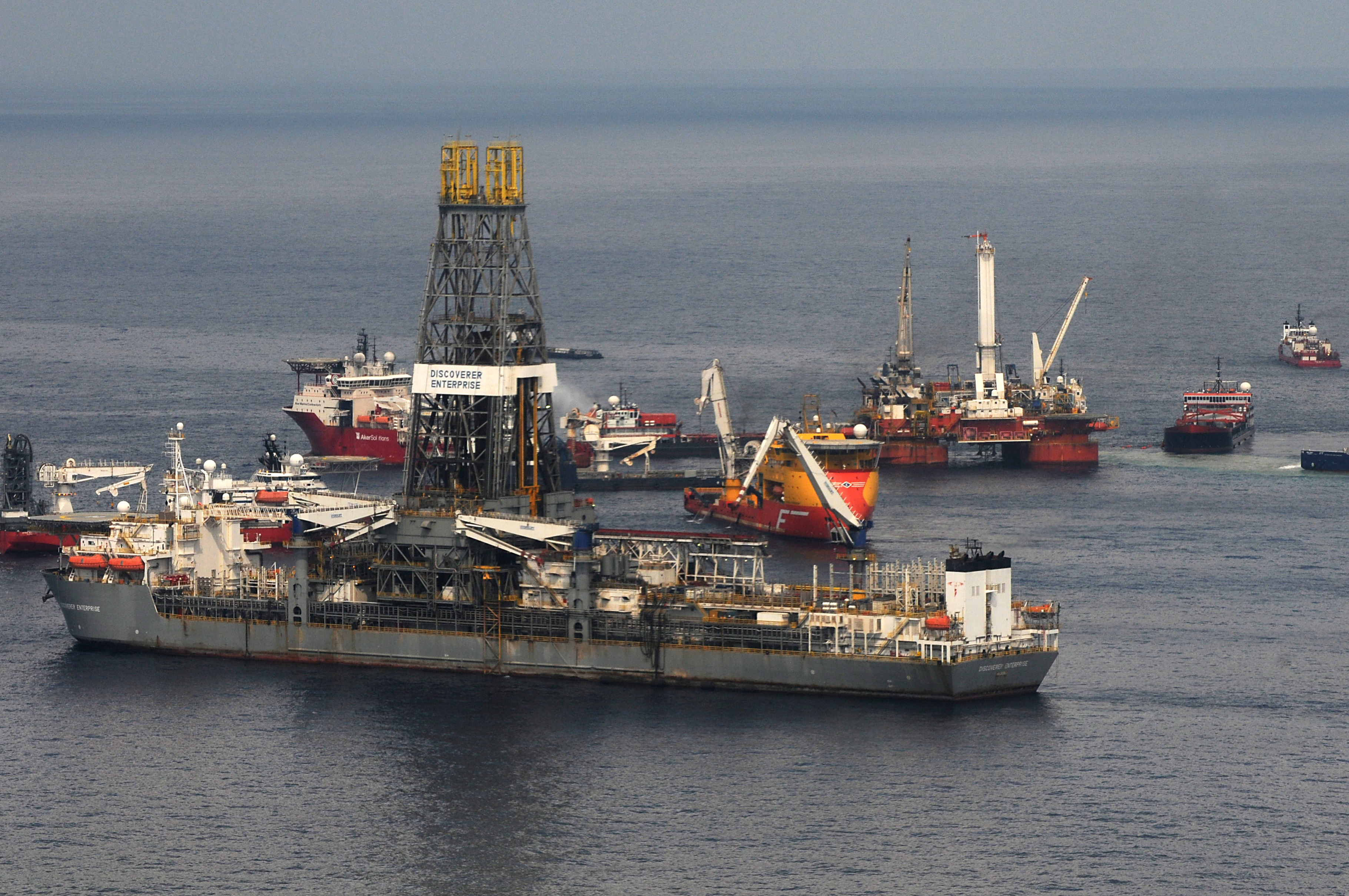
Discoverer Enterprise i Helix Q4000 w otoczeniu flotylli statków pomocniczych na miejscu katastrofy

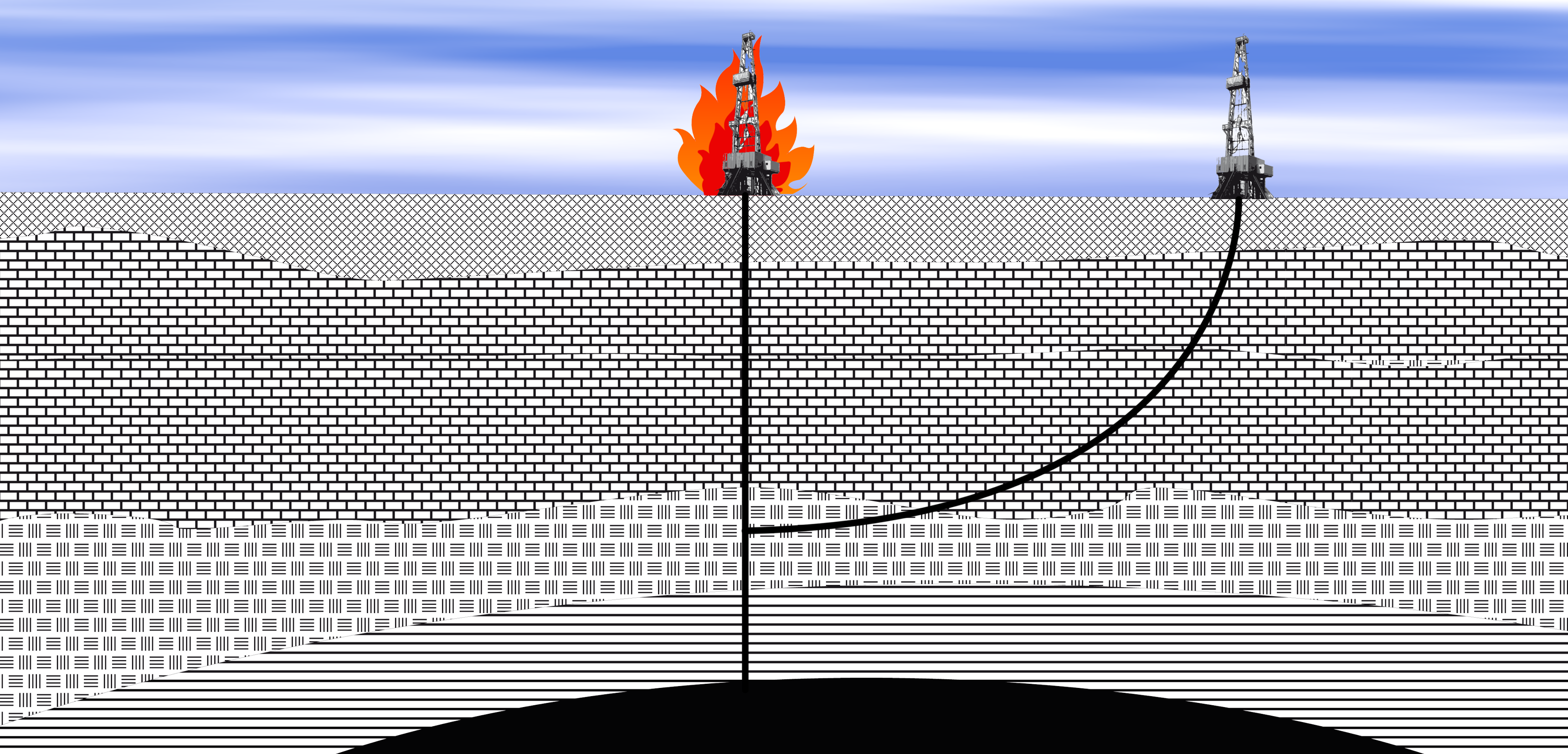
Otwór ratunkowy, wiercony w celu stłumienia pożaru wiertni

Na początku maja plama ropy unosząca się na powierzchni wód Zatoki według agencji Reuters zajmowała powierzchnię 6500 km², a więc była porównywalna w wielkości do obszaru kwadratu o bokach 80 km.
Pierwsza próba powstrzymania erupcji ropy zakończyła się niepowodzeniem. Wyciek próbowano zatamować przy pomocy dużej, stalowej kopuły. Pracownikom BP udało się ją umieścić na miejsce wycieku, jednak zanim dołączono do niej rurę, którą zebrana ropa miała być transportowana do tankowca, pod kopułą zaczęły się zbierać hydraty gazowe (dokładniej klatraty metanu), które zaczęły unosić kopułę i zatkały otwór, przez który miała płynąć ropa. Po nieudanej próbie kopułę zdjęto i przemieszczono 200 metrów dalej. Aktualnie spoczywa ona na dnie oceanu. Kolejne bezowocne próby polegały na użyciu „zastrzyku śmieci” – wtłoczeniu pod dużym ciśnieniem pociętych opon, piłek golfowych i innych odpadków w celu zatkania przecieku. Do połowy maja udało się zatkać jedynie jedno, najmniejsze z trzech źródeł wycieku. 16 maja udało się zamontować rurociąg o długości 1,6 km transportujący ropę i gaz do statku wiertniczego Discoverer Enterprise i dalej do tankowca, dzięki czemu ograniczono ilość zanieczyszczeń przedostających się do wód Zatoki Meksykańskiej.
3 czerwca odcięto uszkodzony riser (kolumnę rynkową) i w górnej części uszkodzonego zespołu głowicy przeciwwybuchowej zamontowano rurociąg, którym część wydobywających się z odwiertu węglowodorów przemieszczana jest bezpośrednio na pokład statku wiertniczego Discoverer Enterprise, gdzie odseparowany gaz jest spalany a ropa przetłaczana do tankowca. 16 czerwca uruchomiono dodatkowy system transportujący ropę i gaz na platformę Helix Q4000, który częściowo wykorzystuje oryginalne wysokociśnieniowe rurociągi (tzw. choke line i kill line) głowicy przeciwwybuchowej oraz system podwodnych kolektorów i rurociągów opuszczonych na dno morskie do wykonania wcześniejszego nieudanego „zastrzyku śmieci”. Akcji odprowadzania wyciekających węglowodorów nie ułatwia rozpoczęty sezon huraganów oraz silnych burz i sztormów w rejonie operacji, która z tego powodu w trosce o bezpieczeństwo zaangażowanych ludzi i jednostek była kilkukrotnie przerywana.
Inną metodą, najskuteczniejszą jednakże bardzo czasochłonną, która została wprowadzona w życie już w kilka dni po katastrofie, jest wykonanie odwiertu ratunkowego i zatłoczenie odpowiedniej ilości płuczki wiertniczej o dużym ciężarze właściwym i tym samym wytworzenie ciśnienia hydrostatycznego równoważącego wywołujące erupcję ciśnienie złożowe, co powinno doprowadzić do zatrzymania wycieku węglowodorów ze złoża i umożliwić zaczopowanie uszkodzonego otworu. W tym konkretnym przypadku – w celu minimalizacji czasu trwania operacji i uzyskania wysokiej pewności powodzenia akcji – jednocześnie wiercone są dwa otwory przez platformy Development Driller II i Development Driller III.
12 lipca 2010 na dno Zatoki Meksykańskiej została opuszczona nowa 75-tonowa kopuła. 15 lipca wiceprezes BP Kent Wells poinformował, że jej zamontowanie pozwoliło na tymczasowe zahamowanie wycieku. Rozpoczęto 48-godzinne testowanie ciśnienia pod kopułą.
19 lipca wykryto wyciek ropy z dna morskiego w okolicy uszkodzonego odwiertu. Nie ma jednak pewności, czy ma on związek z katastrofą czy też jest zjawiskiem zachodzącym w sposób naturalny, co ma miejsce w tym regionie.

## Konsekwencje
Eksperci twierdzą, że z powodu takich czynników jak toksyczność ropy i anoksja (deficyt tlenowy) wyciek może poważnie zaszkodzić środowisku nawet jeśli nie dotrze do wybrzeża zatoki, wpływając na przemysł rybny i turystykę oraz niszcząc siedliska setek gatunków ptaków. Według wstępnych ustaleń katastrofa kosztowała przemysł rybny 2,5 miliarda dolarów, a przemysł turystyczny na Florydzie 3 miliardy dolarów. Dyrektor generalny koncernu BP Tony Hayward oświadczył, że koncern zrekompensuje straty wszystkich poszkodowanych katastrofą, a koszty te mogą wynieść ponad 8 miliardów dolarów.
Prezydent USA Barack Obama pod koniec kwietnia stwierdził, iż wyciek ropy naftowej może silnie wpłynąć na gospodarkę południowych stanów USA oraz że jest to „bezprecedensowa katastrofa ekologiczna”, która wywoła zniszczenia podobne do huraganu Katrina. Trwałe zabezpieczenie szybu naftowego może zająć nawet 3 miesiące.
Choć koncern BP zapowiedział, że jest gotowy pokryć wszystkie uzasadnione roszczenia związane z plamą ropy powstałą wskutek wypadku, to w wyniku katastrofy wartość jego akcji na giełdzie w Londynie bardzo spadła.
16 czerwca prezes BP Carl-Henrik Svanberg i dyrektor naczelny koncernu Tony Hayward odbyli w Białym Domu rozmowę z Barackiem Obamą. W jej wyniku zdecydowali odłożyć 20 mld dolarów na fundusz, mający pokryć straty wywołane przez katastrofę.
W niektórych rejonach Zatoki Meksykańskiej zakazano połowów ryb.